# Siegfrieds Hochzeit
Das Lied von Siegfrieds Hochzeit ist ein Lied aus der Nibelungensage. Der einzige bislang bekannte Druck stammt aus dem Jahr 1663.

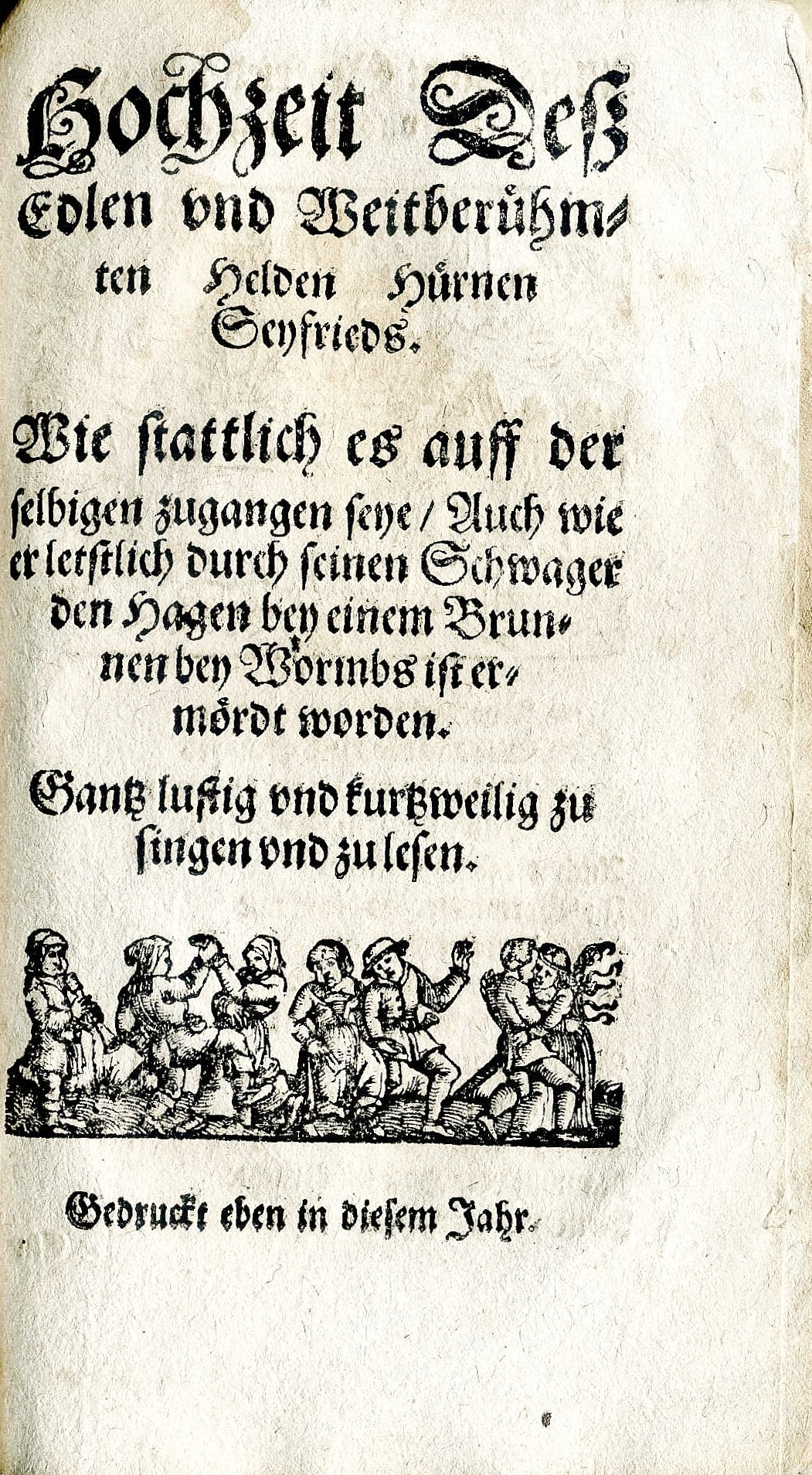
Titelseite des Liedes

## Überlieferungen
Das Lied von Siegfrieds Hochzeit schließt an einen Druck des Hürnen Seyfrits (hier Hürnen Seyfried) aus dem gleichen Jahr an. Es wurde erst 2022 von Mario Bauch entdeckt. Drucker und Druckort sind nicht angegeben. Die Druckermarke verweist auf Johann Jakob Decker den Älteren, welcher in Basel und im Elsass druckte. Der Druck des Hürnen Seyfrieds von Decker schließt nachweislich an den Druck des Basler Druckers Johann Schröter aus dem Jahre 1594 an, welcher wiederum auf dem Druck des Siegfried Apiarius aus Bern 1561 basiert.
Möglicherweise handelt es sich bei dem Lied um jenes, welches jeweils am Ende des Hürnen Seyfrits erwähnt wird. Der Druck befindet sich gegenwärtig in der Stadt Grimmen.

## Inhalt
Seyfried kehrt mit Grimhild vom Drachenstein nach Worms zurück. Dort wird die Hochzeit gefeiert und ein großes Turnier veranstaltet. Grimhilds Brüder Girnot und Gunter gewinnen Preise. Hiernach beschließt man eine Jagd abzuhalten. Auf der Jagd findet man ein Reh, welches ein Halsband mit der Inschrift Vernant trägt. Grimhild lässt das Reh nach Worms bringen. Grimhilds Vater Gibich wird von einem Wolf angefallen und schwer verwundet. Man bricht die Jagd ab. Eines Tages greifen vier große Schlangen, die aus einem See kommen, den Hof an und fressen viele Frauen. Seyfried und Grimhilds Brüder töten die Schlangen. Bald danach entsteht eine Feindschaft zwischen Seyfried und Grimhilds Brüdern. Grimhilds Bruder Hagen, der weiß, dass Seyfried oft zu einem Brunnen bei Worms sich begibt, tötet dort seinen Schwager, als dieser beim Brunnen schläft. Seyfrieds Anhänger sind aufgebracht und greifen Grimhilds Brüder an. Hagen wird gefangen genommen und in einen Schlangenturm gesperrt. Die anderen Brüder verstecken sich in einer Gruft. Dann begeben sie sich zu Dietrich von Bern und bitten um Hilfe, da man sie vertrieben habe. Dietrich mit seinen Mannen, darunter Hildebrand, reiten nach Worms. Bevor es zur Schlacht kommt, einigen sich die Parteien. Hagen wird aus der Gefangenschaft entlassen und es wird Frieden geschlossen. 

## Aufbau und Parallelen
Das Lied besitzt 66 Strophen. Wie beim Hürnen Seyfrit scheinen noch damals bekannte Lieder und Strophen über die Nibelungen einfach aneinander gereiht worden zu sein. Es scheint Parallelen zu den nordischen Nibelungensagen der Völsunga saga und Edda zu geben. Siegfried wird von Hagen erschlagen, als er bei einem Brunnen bei Worms schläft. Hier scheinen weiterhin Parallelen zu Hans Sachs Tragödie "Der Hürnen Seufrid" zu bestehen, wo Siegfried ebenfalls bei einem Brunnen schlafend ermordet wird.